# Neferusobek
Sebekkara Neferusobek, llamada Sobekneferu o Neferusobek "la belleza de Sobek", fue una reina-faraón, el último gobernante de la dinastía XII, y del periodo llamado Imperio Medio de Egipto, reinando de c. 1790/89-1786 a. C. 
Es denominada Sebekkara en la lista Real de Saqqara, aunque no consta en la lista Real de Abidos. Según el Canon Real de Turín Neferusobek gobernó Egipto durante 3 años 10 meses y 24 días. Manetón la denominó Skemiofris (Julio Africano), y le asigna cuatro años de reinado. 
Amenemhat IV probablemente muere sin un heredero masculino. Consecuentemente su hija, Neferusobek, asume el trono, aunque algunos eruditos creen que era la hija del faraón Amenemhat III. Manetón indica que era hermana de Amenemhat IV. 
Es el primer gobernante femenino de Egipto (o la segunda, si Merytneit reinó como soberana y no como regente; la famosa Nitocris, supuestamente de efímero reinado a finales de la sexta dinastía, ahora se sabe que es solo legendaria). Con el final de su reinado concluye también la duodécima dinastía y el Imperio Medio de Egipto. 

## Testimonios de su época

### Edificaciones
Neferusobek parece haber ordenado construir algunas edificaciones en el complejo funerario de Amenemhat III, en Hawara (llamado el Laberinto por Heródoto). Sus construcciones se relacionan con las de Amenemhat III, antes que con las de Amenemhat IV, sustentándose en la teoría que ella era hija del primero. 

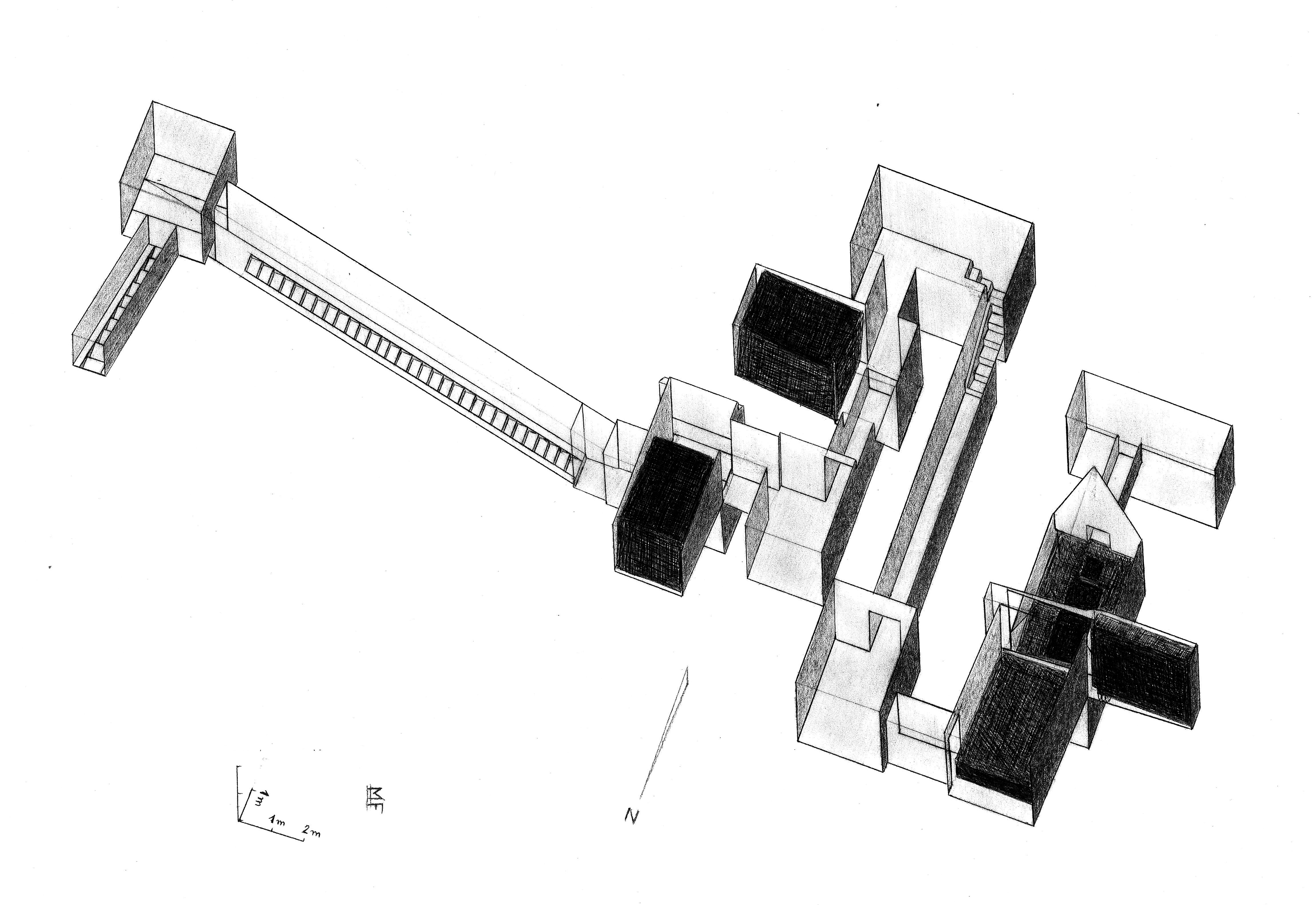
Dibujo de los pasajes subterráneos de la pirámide norte de Mazghuna, su posible tumba.

Su tumba no se ha identificado, aunque probablemente fue enterrada en el complejo de la pirámide de Mazghuna, donde algunos eruditos le atribuyen una de las dos pirámides, la que se encuentra al norte del complejo análogo atribuida a Amenemhat IV.

### Estatuas e inscripciones
De Neferusobek se conocen algunas estatuas, aunque en varias de ellas sólo se han preservado el torso sin la cabeza.
En uno de los torsos fragmentados de una de sus estatuas, podemos apreciar la condición de faraona que ostentó, actualmente se encuentra localizado en el Museo del Louvre.
En dicha escultura se encuentra representada de una forma curiosa, un vestido femenino con escote en “v” sobre el que lleva el faldellín masculino con la delantera almidonada típico de los faraones, y en el cuello porta la doble “bolita” de los reyes del Imperio Medio. Finalmente, según los estudios realizados se sabe que fue enterrada en una pirámide cerca de la de su hermano Amenemhat IV en Mazghuna.
Estatuas encontradas en Qantir (Habachi 1952: 56-68, pl. VII-IX)
Fragmento de relieve encontrado en Hawara (Petrie Museum)
Una inscripción, en el nilómetro de la fortaleza Nubia de Kumma, registra la altura 1,83 m de nivel de inundación del Nilo, en el año 3º de su reinado.

## Titulatura
| Titulatura | Jeroglífico | Transliteración (transcripción) - traducción - (referencias) |

| G5 |

| G5 |

| N5 | U6 | M17 | M17 | t |

| N5 | U6 | M17 | M17 | t |

| N5 | U6 | M17 | M17 | t |

| N5 | U6 | M17 | M17 | t |

| G5 |

| G5 |

| N5 | U6 | M17 | M17 | t |

| N5 | U6 | M17 | M17 | t |

| N5 | U6 | M17 | M17 | t |

| N5 | U6 | M17 | M17 | t |

| G16 |

| G16 |

| G39 | X1 | S42 | V30 · X1 | N16 · N16 |

| G39 | X1 | S42 | V30 · X1 | N16 · N16 |

| G16 |

| G16 |

| G39 | X1 | S42 | V30 · X1 | N16 · N16 |

| G39 | X1 | S42 | V30 · X1 | N16 · N16 |

| G8 |

| G8 |

| R11 | X1 · N28 |

| R11 | X1 · N28 |

| G8 |

| G8 |

| R11 | X1 · N28 |

| R11 | X1 · N28 |

| N5 | I4 | D28 |

| N5 | I4 | D28 |

| N5 | I4 | D28 |

| N5 | I4 | D28 |

| N5 | I4 | D28 |

| N5 | I4 | D28 |

| N5 | I4 | D28 |

| N5 | I4 | D28 |

| N5 | I4 | D28 |

| N5 | I4 | D28 |

| N5 | I4 | D28 |

| N5 | I4 | D28 |

| N5 | I4 | D28 |

| N5 | I4 | D28 |

| N5 | I4 | D28 |

| N5 | I4 | D28 |

| F35 | F35 | F35 | I3 |

| F35 | F35 | F35 | I3 |

| F35 | F35 | F35 | I3 |

| F35 | F35 | F35 | I3 |

| F35 | F35 | F35 | I3 |

| F35 | F35 | F35 | I3 |

| F35 | F35 | F35 | I3 |

| F35 | F35 | F35 | I3 |

| F35 | F35 | F35 | I3 |

| F35 | F35 | F35 | I3 |

| F35 | F35 | F35 | I3 |

| F35 | F35 | F35 | I3 |

| F35 | F35 | F35 | I3 |

| F35 | F35 | F35 | I3 |

| F35 | F35 | F35 | I3 |

| F35 | F35 | F35 | I3 |